# Shalvey, New South Wales
Shalvey este o suburbie în Sydney, Australia.